# シェイク・ムボジ
シェイク・ムボジ（Cheikh Mbodj, 1987年8月1日 - ）は、セネガル出身のプロバスケットボール選手。B3リーグの立川ダイスに所属している。ポジションはセンター。

## 経歴
- 2019年
  - 6月28日 - ÉBポー・オルテッズとの契約が発表された[1]。リーグ戦18試合試合に出場し、1試合平均18.6分で、8.2得点、4.2リバウンド、1.3ブロックという成績、バスケットボール・チャンピオンズリーグでは10試合に出場し、1試合平均14.1分の出場で、8.1得点、4.6リバウンドという成績を残した[2]。
- 2020年
  - 7月20日 - 西宮ストークスとの契約が発表された[3]。
- 2021年
  - 6月8日 - 西宮との再契約が発表された[4]。
- 2022年
  - 5月31日 - 契約満了に伴い西宮を退団[5]。
  - 7月25日 - バンビシャス奈良への移籍を発表[6]。